# Élections législatives de 1977 aux Nouvelles-Hébrides
Des élections législatives anticipées se tiennent au condominium des Nouvelles-Hébrides le 29 novembre 1977 pour renouveler tous les membres de l'Assemblée représentative au suffrage universel direct. Ce sont les deuxièmes élections démocratiques de l'histoire de la colonie, après celles de 1975.

## Contexte
Les Nouvelles-Hébrides à cette date sont un condominium franco-britannique, le seul au monde. Les hauts commissaires britanniques et français détiennent le pouvoir exécutif, mais ont introduit en 1975 une assemblée démocratiquement élue. Les élections de 1975 ont été remportée par Parti national des Nouvelles-Hébrides (indépendantiste et représentant la population anglophone), devenu ensuite le Vanua'aku Pati. Début 1977, toutefois, le Vanua'aku Pati boycotte l'Assemblée représentative, ce qui conduit les hauts commissaires à le dissoudre en vue d'élections anticipées. En juillet 1977, le Royaume-Uni et la France annoncent qu'à la suite des élections de 1977, la colonie bénéficiera de l'autonomie sur le plan de la politique intérieure, avant une pleine indépendance en 1980. Ces élections doivent donc, pour la première fois, produire un gouvernement responsable, qui mènera le pays à l'indépendance.
Par la voix de son secrétaire-général Barak Sopé, le Vanua'aku Pati annonce en octobre qu'il boycottera le scrutin de 1977 à moins que seuls les autochtones aient le droit de vote, que le parti remportant les élections puisse gouverner seul et ne soit pas contraint à former un gouvernement d'union nationale, et qu'un référendum pour l'indépendance se tienne avant la fin 1977. Ces conditions n'ayant pas été acceptées par les autorités, le Vanua'aku Pati ne prend pas part au vote, et proclame son propre « gouvernement populaire par intérim », procédant à des cérémonies de levée de son drapeau sur les différentes îles de la colonie « avec plus ou moins de succès selon le degré de soutien dont il bénéficie à différents endroits ». 

## Déroulement et résultats
Il y a cinquante-huit candidatures pour les trente-neuf sièges. Outre cinq indépendants, tous les candidats sont issus des partis dits « modérés » par opposition au Vanua'aku Pati. Dans neuf circonscriptions, le nombre de candidats est égal au nombre de sièges à pourvoir, et ces vingt-et-un candidats sont donc déclarés élus sans scrutin ; dans les cinq autres circonscriptions, le vote a bien lieu pour départager un nombre de candidats (trente-sept) supérieur au nombre de sièges à pourvoir (dix-huit). Les résultats par parti sont les suivants, : 
| Partis ou coalitions | Partis ou coalitions                         | Positionnement                                                    | Dirigeant         | Sièges | +/- |
| -------------------- | -------------------------------------------- | ----------------------------------------------------------------- | ----------------- | ------ | --- |
|                      | Union tan                                    | francophone, favorable à une indépendance retardée                | Vincent Boulekone | 16     | 6   |
|                      | Nagriamel                                    | régionaliste (Espiritu Santo), anti-indépendantiste               | Jimmy Stevens     | 7      | 7   |
|                      | Mouvement autonomiste des Nouvelles-Hébrides | francophone, autonomiste, anti-indépendantiste                    | Aimé Maléré       | 5      | 3   |
|                      | Natatok Éfaté                                | régionaliste (Éfaté)                                              | Jack Kalotiti     | 5      | nv. |
|                      | Parti fraternel mélanésien                   | régionaliste (Malekula et Espiritu Santo), francophone protestant | Albert Ravutia    | 2      | 2   |
|                      | Indépendants                                 | -                                                                 | -                 | 4      | 4   |

La liste complète des élus n'est pas connue, mais elle inclut (par ordre alphabétique) Alick Ben (Union tan), Vincent Boulekone (Union tan), Raymond Bouletare (Nagriamel), Jacques Carlot (parti incertain), Maxime Carlot (Natatok), Georges Cronsteadt (MANH), Luke Dini (indépendant), George Kalsakau (Natatok), Jean-Marie Léyé (Union tan), Gérard Leymang (Union tan), Aimé Maleré (MANH), Charlie Nako (Union tan), Aissea Nokohout (Union tan), Guy Prévot (Union tan), Albert Ravutia (PFM), Kalowi Seba (Natatok), Tom Tungen (Union tan) et Thomas Tungu (MANH),.

## Formation du gouvernement
Pour la première fois, l'Assemblée est invitée à élire un « ministre-en-chef ». Les députés élisent à ce poste George Kalsakau, qui forme un gouvernement de coalition majoritaire composé de l'Union tan, du mouvement Natatok et de deux députés sans étiquette. Les autres partis s'assemblent formellement en un groupe d'opposition parlementaire, mais participent néanmoins au gouvernement, obtenant deux portefeuilles ministériels. Le ministre-en-chef invite sans succès le Vanua'aku Pati à rejoindre également son gouvernement. Maxime Carlot Korman est quant à lui élu président de l'Assemblée.
La non-participation du Vanua'aku Pati, et la mise en place par ce dernier d'un gouvernement parallèle sur certaines parties de la colonie, rend toutefois impossible une transition vers l'indépendance sous le gouvernement Kalsakau. Après des négociations, le Vanua'aku Pati accepte de participer à un gouvernement d'union. George Kalsakau cède en décembre 1978 la direction du gouvernement à Gérard Leymang, de l'Union tan, qui forme ce gouvernement d'union.